# 程俱罗
程俱罗（?—?），唐朝中期灵州灵武（治今宁夏吴忠市西北）人。
程俱罗给父母守丧时，亲自挖墓穴堆起坟头，都是自己一个人干的，乡里的人过来帮忙，他哭着拒绝了。在坟墓旁边建起来茅屋守丧，哭泣没有节制，程俱罗为守丧三年不止。李华作《二孝赞》表彰程俱罗和侯知道的孝行，其中称赞侯知道：“苴斩三年，尔独终身。嗟嗟程生，其哀也均。顾后绝配，瞻前无邻。”